# Woodbridgea polystrigma
Woodbridgea polystrigma is een slakkensoort uit de familie van de Diaphanidae. De wetenschappelijke naam van de soort is voor het eerst geldig gepubliceerd in 1908 door Dall.